# Fußballnationalmannschaft der Cookinseln (U-23-Männer)
Die U-23-Fußballnationalmannschaft der Cookinseln ist eine Auswahlmannschaft Fußballspielern der Cookinseln, die der Cook Islands Football Association unterliegt. Sie repräsentiert den Verband bei internationalen Freundschaftsspielen wie auch bei der Ozeanien-Qualifikation für die Olympischen Sommerspiele.

## Geschichte
Erstmals nahm die Mannschaft an dem Qualifikationsturnier im Jahr 2004 teil. Hier platzierte sich die Mannschaft mit drei Punkten, die aus einem 3:2-Sieg über Amerikanisch-Samoa, in der Gruppenphase auf dem vierten Platz.
Auch bei dem darauffolgenden Turnier im Jahr 2008 nahm das Team wieder teil, diesmal wurde es in einem Liga-Format ausgetragen, in welchem die Mannschaft am Ende ohne erlangten Punkt sowie ohne eigenes Tor auf dem letzten Platz landete. Seitdem nahm die Mannschaft nicht mehr an diesem Turnier teil.

## Ergebnisse bei Turnieren
| Jahr | Platzierung        |
| ---- | ------------------ |
| 1991 | nicht teilgenommen |
| 1996 | nicht teilgenommen |
| 1999 | nicht teilgenommen |
| 2004 | Gruppenphase       |
| 2008 | 6. Platz           |
| 2012 | nicht teilgenommen |
| 2015 | nicht teilgenommen |
| 2019 | nicht teilgenommen |

| Jahr | Platzierung        |
| ---- | ------------------ |
| 2015 | nicht teilgenommen |